# 張振新 (清朝)
張振新（？—？），湖南武陵人，清朝政治人物。保举出身。
同治十年二月，擔任清朝廣東省潮州府豐順縣知縣。后由完繼美接任。